# 장대호
장대호(1980년 10월 13일 ~ )는 대한민국의 범죄자다. 한강 몸통 시신 사건의 범인이다.